# Beker van Bossu

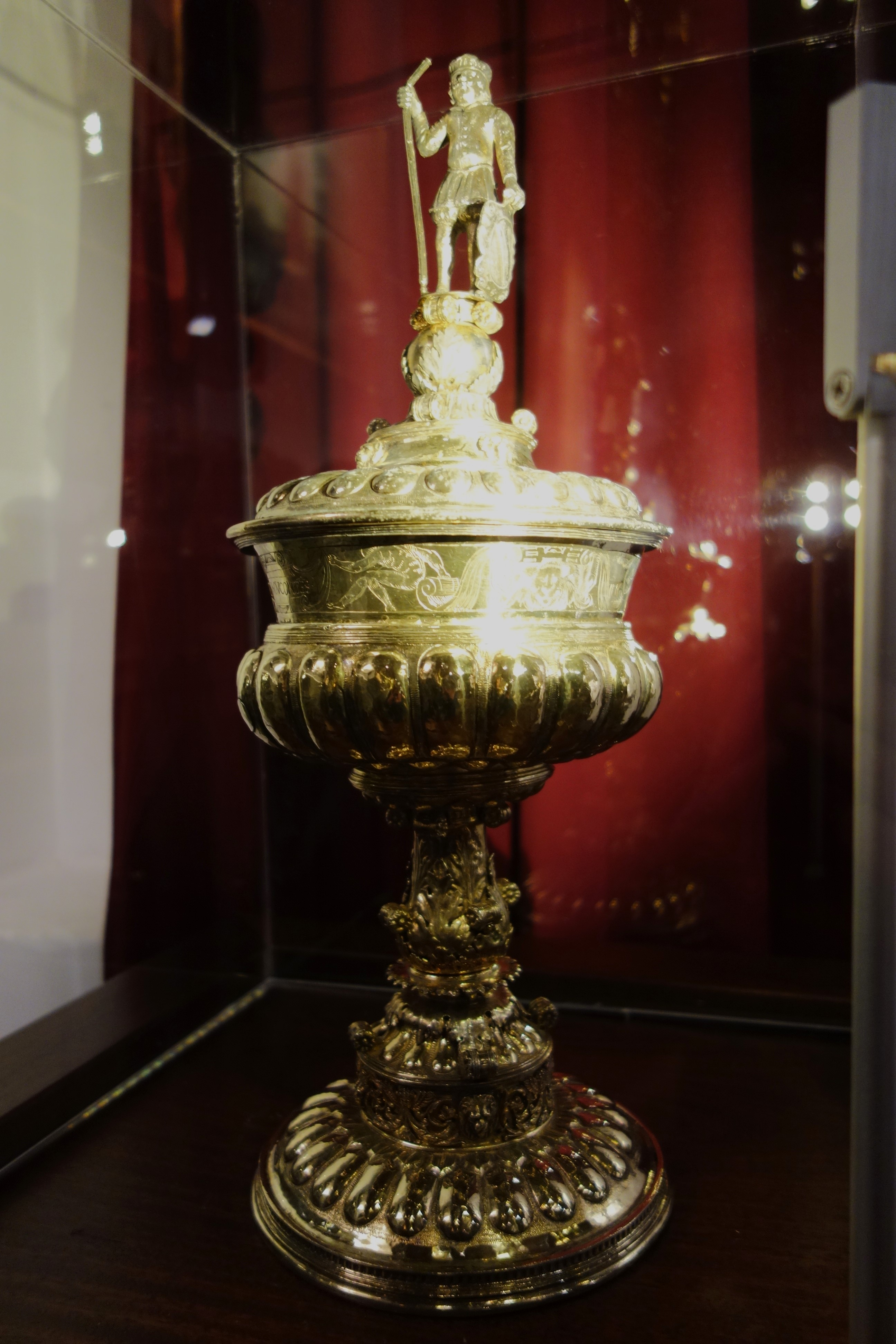
De Beker van Bossu in het Westfries Museum in Hoorn

De Beker van Bossu is een pronkbeker die tot de collectie behoort van het Westfries Museum in de Nederlandse stad Hoorn, Noord-Holland. De beker werd in de zestiende eeuw gemaakt en werd gedurende de Slag op de Zuiderzee buit gemaakt op de Spanjaarden. De beker bevindt zich als oorlogstrofee in de collectie van het Westfries Museum.

## Geschiedenis
Wanneer de beker exact gemaakt is, is niet bekend, maar vermoedelijk was het tussen 1530 en 1540 in Antwerpen. Maar vergelijkbare bekers werden tussen 1530 en 1540 gemaakt in onder andere Neurenberg en Augsberg. Volgens overlevering werd de beker door de Maximiliaan van Hénin-Liétard, graaf van Bossu, gebruikt tijdens maaltijden om uit te drinken. De beker zou tijdens de Slag op de Zuiderzee zijn geroofd van het vlaggenschip De Inquisitie van de Spaanse admiraal. Naast de beker, is er ook een zwaard van Bossu buit gemaakt gedurende de Slag op de Zuiderzee. In 1902 werd er wel enigszins getwijfeld aan het moment dat de beker buit werd gemaakt, Velius heeft in zijn kroniek uit 1604 namelijk de beker niet één keer genoemd, terwijl hij de Slag op de Zuiderzee wel uitgebreid heeft beschreven. In een latere kroniek maakte hij wel melding van tafelzilver dat in een kist gevonden is. Cornelis Alard Abbing maakt in zijn Vervolg op de kroniek van Velius uit 1839 voor het eerst melding van de Beker van Bossu.
Voordat de beker naar het Westfries Museum werd overgebracht, stond deze sinds 1838 in het voormalige stadhuis van Hoorn. Hoe en wanneer precies de beker in eigendom van de gemeente Hoorn is gekomen, is niet bekend. Het is onduidelijk of de beker na de slag in Hoorn is gebleven, of dat deze later is aangekocht. Het Westfries Museum werd in 1880 opgericht en de beker zal omstreeks die tijd ook aan het museum zijn overgedragen. Op 20 juni 1952 werd de beker voor een bezoek van koningin Juliana weer overgebracht naar het stadhuis. Tijdens een eredronk door burgemeester B.R. Canneman na het diner in de raadzaal, mocht de koningin uit de beker drinken.

## Uiterlijk
Het geheel, beker met deksel, is 43,4 cm hoog. Hiervan is de deksel 19,2 cm hoog en de kelk 25,4 cm. Geheel bovenop de deksel staat een figuur met een lans.
Alle decoraties op de voet en de kelk zijn gedreven. De voet is hol en heeft als versiering 23 knorren, of blaasvormige uitstulpingen. Hierboven een band met daarin vier leeuwenkoppen waartussen gevleugelde en blazende engelenkopjes. De stam van de beker bestaat uit acanthusbladeren, de overgang van stam naar het been wordt gevormd door een parelsnoer. Op het parelsnoer meer acanthusbladeren en tweemaal vier stuks rolwerk. Hierboven twaalf knorren met daarop de beker bestaande uit 20 grote en gewelfde knorren met één waarin een metalen plug zit. Op de rand van de kelk staat een randschrift: Rien ou Comte. Ie mi attens (Frans voor Niets of Graaf. Ik ben er op voorbereid). Waar dit devies vandaan komt, is niet bekend, het is in ieder geval niet het motto van het graafschap Bo(u)ssu.
Ook de deksel is gedecoreerd met knorren, 24 stuks zijn rondom de rand geplaatst. Hierop staat een rand met vier leeuwenkoppen, waarboven een rand met vier stuks rolwerk. Op ingesnoerd rolwerk staat een bol met vier eikenbladeren. Op een voetplaat met rolwerk staat een militair mannenfiguur, dit is het enige grote stuk op de deksel dat gegoten is.